# Kyōtei

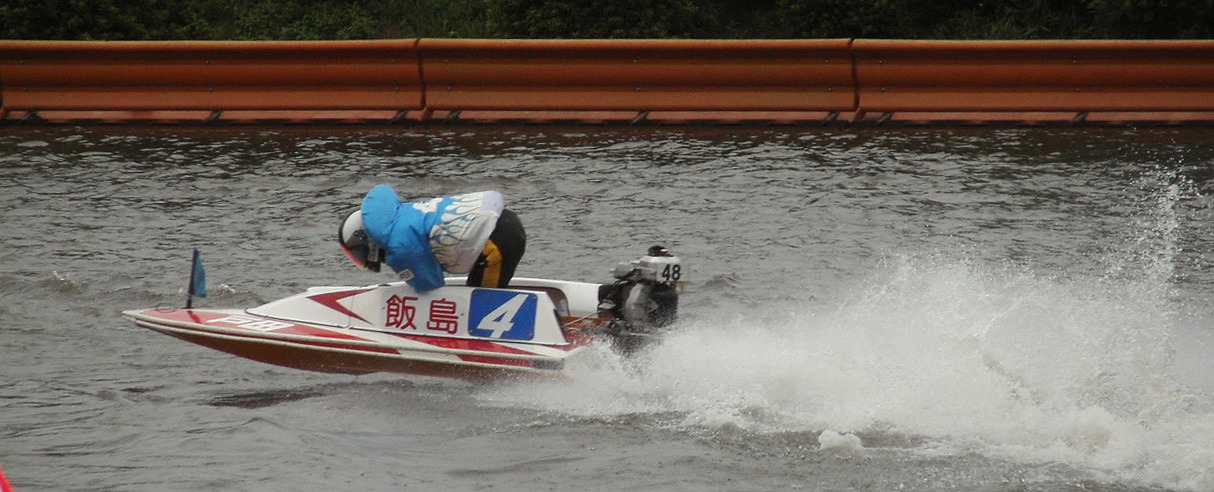
Kyōtei-Rennfahrer

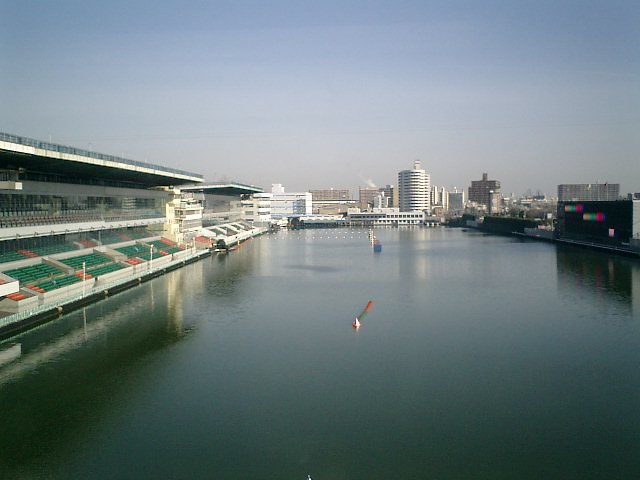
Kyōtei-Stadion in Suminoe-ku, Osaka

Kyōtei (japanisch 競艇, Kyōtei) ist ein Bootsrennen in Japan. Es ist eine der vier „Volkssportarten“ (公営競技, kōei kyōgi), d. h. staatlich betriebenen Wettveranstaltungen in Japan. Die anderen drei sind Pferderennen, Keirin (Radrennen) und Auto Race (Motorradrennen).
Beim Kyōtei tragen professionelle Rennfahrer Rennen in künstlichen, eigens dafür angelegten Stadien aus. Die ortsansässigen Stadtverwaltungen, die auch die Stadien unterhalten und die Rennen ausrichten, bieten Wetten an, ähnlich den Wetten um Pferderennen. Drei Viertel dieser Wetteinsätze werden als Gewinne wieder ausgezahlt, das restliche Viertel dient den Städten oder Kommunen als Einkünfte. In Japan starteten die Rennen 1952, erst seit 2002 gibt es auch eine Rennstrecke in Südkorea. Derzeit gibt es 24 Stadien in Japan, eins in Südkorea.
Das Rennen besteht aus drei Runden um zwei 300 Meter voneinander entfernte Bojen, so dass sich eine Streckenlänge von 1800 Meter ergibt. Vor dem Start gibt es eine verkürzte Demonstrationsrunde, bei der die Zuschauer ihre Wetten kontrollieren können. Die Demonstrationsrunde ist bindend, sodass die Rennfahrer einige taktische Aspekte wie vorgeführt auch im endgültigen Rennen verwenden müssen. Das Rennen beginnt mit einem fliegenden Start, das heißt alle Boote beginnen etwa 12 Sekunden vor dem Start und müssen die Startlinie innerhalb der Sekunde nach dem Start überqueren. Um das kontrollieren zu können, gibt es in jedem Stadion eine riesige Analoguhr. Sollte ein Fahrer die Startlinie zu früh oder zu spät überqueren, scheidet er vom Rennen aus und alle Wetten auf diesen Fahrer werden zurückbezahlt. 
Gefahren wird mit identischen Booten und Motoren des Herstellers Yamato, derzeit Typ 302. Die Motoren sind Zweitakt-Außenbordmotoren mit zwei Zylindern, die etwa 24 kw (33 PS) leisten. Am Tag vor dem Rennen werden sie zufällig an die Rennfahrer verteilt und dürfen dann von ihnen in einem bestimmten Rahmen persönlich feingetunt werden. Außerdem dürfen die Rennfahrer ihre eigenen Propeller verwenden, da der Propeller besonders bei Rennbooten ein sehr wichtiges Bauteil für das Fahrverhalten ist.